# Dono (comédien)
Wahjoe Sardono, né le 30 septembre 1951 à Delanggu[Quoi ?] et mort le 30 décembre 2001, plus connu sous le mononyme Dono, est un acteur, comédien et enseignant indonésien. 

## Biographie
La carrière de Dono commence alors qu'il est encore étudiant à l'Universitas Indonesia (UI), où il est caricaturiste et activiste social. Plus tard, il est choisi comme assistant d'enseignement par le professeur de sociologie de l'UI, Selo Soemardjan.
Après avoir obtenu son diplôme, Dono commence à bâtir sa popularité avec le groupe Warkop, qui a ensuite joué dans 34 films comiques de 1980 à 1995. Ils ont poursuivi ce succès à travers des séries télévisées de 1996 à 2001. 
Il est mort à la fin de l'année 2001 des suites d'un cancer du poumon.